# Moissannes
Moissannes (tiếng Occitan: Moissanas) là một xã của tỉnh Haute-Vienne, thuộc vùng Nouvelle-Aquitaine, miền trung nước Pháp.